# Kuttandi, Virajpet
Kuttandi là một làng thuộc tehsil Virajpet, huyện Kodagu, bang Karnataka, Ấn Độ.